# Tratado de París (1947)
Se conoce como Tratado de París de 1947 a un tratado internacional que fue concebido entre julio de 1946 y febrero de 1947, cuando delegados de 21 naciones se reunieron en París para decidir los términos de paz para 5 aliados de Alemania en la Segunda Guerra Mundial: Bulgaria, Hungría, Finlandia, Italia y Rumania. El tratado resultante fue firmado en París el 10 de febrero de 1947 por representantes de la Unión Soviética, Estados Unidos, Reino Unido, Francia, Polonia, Yugoslavia, Checoslovaquia, Albania y Grecia, por un lado (como parte de los Aliados, vencedores en la Segunda Guerra Mundial), y Bulgaria, Hungría, Finlandia, Italia y Rumania, por el otro lado.
El tratado permitió a Italia, Rumania, Hungría, Bulgaria y Finlandia reasumir sus responsabilidades como Estados soberanos en asuntos internacionales. El acuerdo elaborado en el tratado incluía el pago de reparaciones de guerra, el compromiso con los derechos de las minorías y ajustes territoriales como el fin del Imperio colonial italiano en África y los cambios a varias fronteras en la Europa oriental. No se iban a aplicar sanciones a los nacionales debido a la alineación durante la guerra. Cada gobierno se comprometió a evitar el resurgimiento de las organizaciones fascistas o de naturaleza similar. El Tratado pretendía resolver parte de los conflictos territoriales existentes en Europa, a la vez que deshacer los cambios fronterizos introducidos por la Alemania nazi durante la guerra.

## Transferencias territoriales

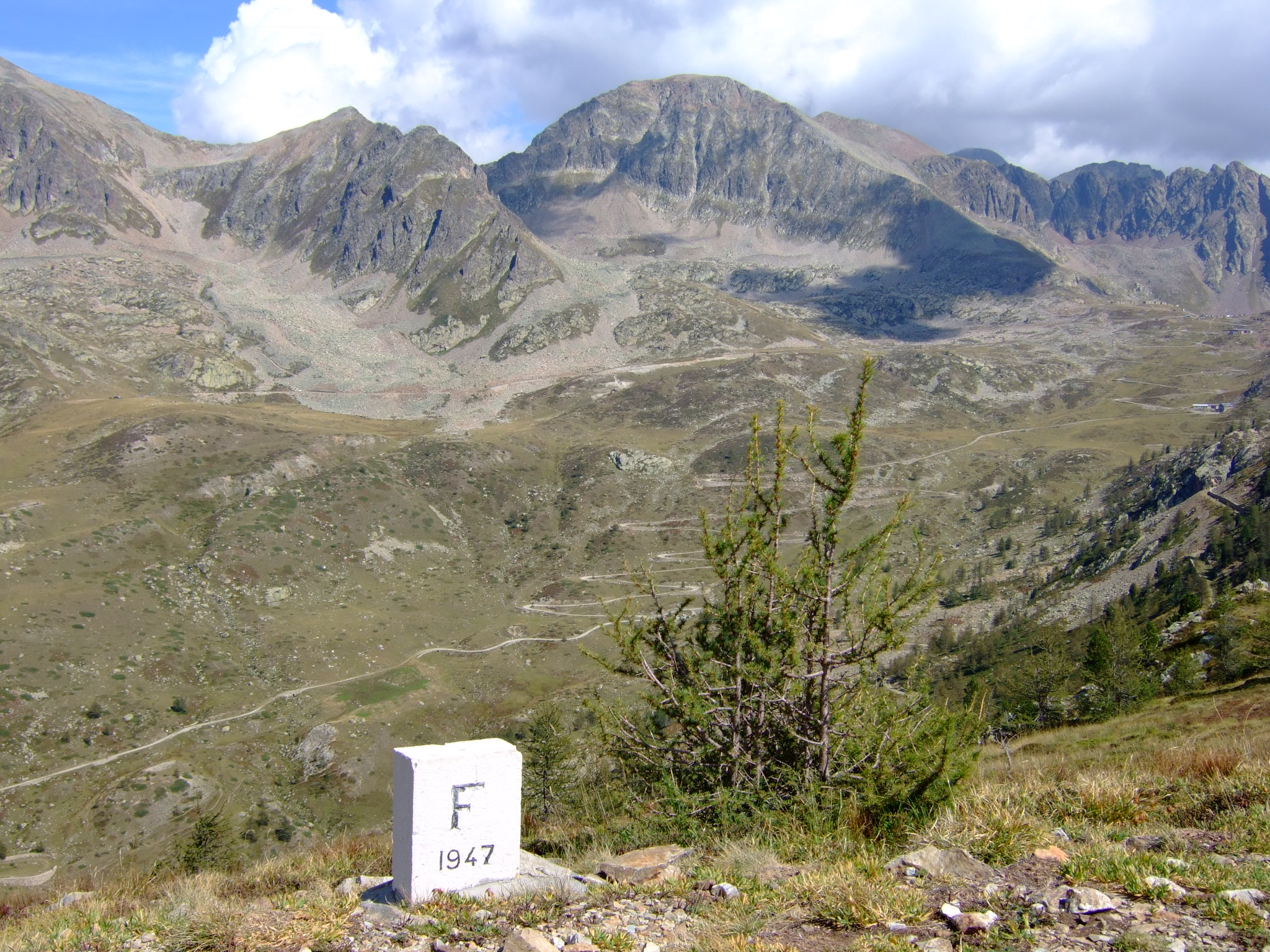
Un hito fronterizo materializando la nueva frontera franco-italiana, no lejos del paso fronterizo de la Lombarda.

- Bulgaria fue restaurada a sus fronteras el 1 de enero de 1941, devolviendo Vardar Macedonia a Yugoslavia y Macedonia Oriental y Tracia Occidental a Grecia, pero manteniendo el sur de Dobruja según el Tratado de Craiova, dejando a Bulgaria como la única antigua potencia del Eje que conserva algo de territorio que ganó durante la Segunda Guerra Mundial.[1][4]

- Italia cedía los territorios de Tende y La Brigue, además de la llamada Vallée Étroite, a Francia. También cedía Zadar y la mayor parte de Istria (incluido el antiguo Estado libre de Fiume) a Yugoslavia y el archipiélago del Dodecaneso al Reino de Grecia. Así mismo, perdía la totalidad de su Imperio colonial y la soberanía sobre el territorio de Trieste (el cual se convertiría en el Territorio libre de Trieste).[1][4]

- Rumania recuperaba la Transilvania septentrional (la cual había cedido a Hungría con motivo de un arbitraje efectuado por Hitler) aunque cedía la Besarabia y la Bucovina a la Unión Soviética.[1][4]

- Hungría sería limitada a las fronteras acordadas en el tratado de Trianon.[1][4]

- Finlandia sería limitada a las fronteras del 1° de enero de 1941 y devolvería la región de Petsamo. Además, debía arrendar a la Unión Soviética un territorio alrededor de Porkkala por 50 años para la construcción de una base naval. La Unión Soviética debía pagar 5 millones de marcos por año por el uso de este territorio (en 1955, la URSS renunció a sus derechos sobre Porkkala antes del vencimiento del contrato de arrendamiento).[1][4] En Finlandia, el ajuste fronterizo dictado fue percibido como una gran injusticia y una traición por parte de las potencias occidentales, después de la simpatía que Finlandia había recibido de Occidente durante la Guerra de Invierno de 1939-40.[2]

## Reparaciones de guerra
El asunto de las reparaciones de guerra resultó ser uno de los más difíciles derivados de las condiciones de posguerra. La Unión Soviética se sintió con derecho a obtener las mayores cantidades posibles, con la excepción de Bulgaria, que era percibida como la más comprensiva de los antiguos países enemigos. En los casos de Rumania y Hungría, los términos de reparación estipulados fueron relativamente altos y no fueron revisados. Según los precios de 1938, los antiguos aliados europeos de Alemania debían pagar lo siguiente:
- Italia
  - 125 millones de dólares a Yugoslavia
  - 105 millones de dólares al Reino de Grecia
  - 100 millones de dólares a la Unión Soviética
  - 25 millones de dólares a Etiopía
  - 5 millones de dólares a Albania
- Finlandia
  - 300 millones de dólares a la Unión Soviética
- Hungría
  - 200 millones de dólares a la Unión Soviética
  - 100 millones de dólares a Checoslovaquia y Yugoslavia
- Rumania
  - 300 millones de dólares a la Unión Soviética
- Bulgaria
  - 45 millones de dólares a Grecia
  - 25 millones de dólares a Yugoslavia